# Gabriel Bird
Gabriel Bird puis Gabriel Bird : profession enquêteur (Gabriel's Fire puis Pros and Cons) est une série télévisée américaine en 34 épisodes de 52 minutes, créée par Jacqueline Zambrano et Stephen Zito et diffusée entre le 12 septembre 1990 et le 2 janvier 1992 sur le réseau ABC.
En France, la série a été diffusée à partir du 11 septembre 1991 sur FR3.

## Synopsis
En 1969, alors qu'il était policier à Chicago, Gabriel Bird tue un collègue qui allait abattre de sang froid une femme et un enfant innocents. Après vingt ans passés en prison, il est contacté par l'avocate Victoria Heller qui, très intéressée par son cas et par les nombreuses irrégularités qu'elle a relevées dans la procédure, le fait libérer. Il devient pour elle une enquêteur précieux.

## Distribution
- James Earl Jones : Gabriel Bird
- Laila Robins : Victoria Heller (première saison)
- Richard Crenna : Mitch O'Hannon (deuxième saison)
- Madge Sinclair : Joséphine Austin
- Brian K. Grant : Jamil Duke (première saison)
- Dylan Walsh : Louis Klein (première saison)
- Irene Cara : Celine Bird

## Épisodes

### Première saison:Gabriel Bird(1990-1991)
1. Titre français inconnu (Gabriel's Fire)
2. Titre français inconnu (To Catch a Con - Part 1)
3. Titre français inconnu (To Catch a Con - Part 2)
4. Titre français inconnu (Louis' Date)
5. Titre français inconnu (The Descent)
6. Titre français inconnu (Money Walks)
7. Titre français inconnu (The Neighborhood)
8. Titre français inconnu (I'm Nobody)
9. Titre français inconnu (The Wind Rancher)
10. Titre français inconnu (Windows)
11. Titre français inconnu (Judgements)
12. Titre français inconnu (Tis the Season)
13. Titre français inconnu (The Great Waldo)
14. Titre français inconnu (First Date)
15. Titre français inconnu (Truth and Consequences)
16. Titre français inconnu (Finger on the Trigger)
17. Titre français inconnu (Postcards from the Faultline)
18. Titre français inconnu (A Prayer for the Goldsteins)
19. Titre français inconnu (One Flew Over the Bird's Nest)
20. Titre français inconnu (Kelly Green)
21. Titre français inconnu (Birds Gotta Fly)
22. Titre français inconnu (Belly of the Beast)

### Deuxième saison:Gabriel Bird: profession enquêteur(1991-1992)
1. Titre français inconnu (Fire and Ice)
2. Titre français inconnu (Dead Men Don't Check Out)
3. Titre français inconnu (Rookie Mistake)
4. Titre français inconnu (It's the Pictures That Got Small)
5. Titre français inconnu (Stand Up)
6. Titre français inconnu (Double Identity)
7. Titre français inconnu (Murder Most Perfect)
8. Titre français inconnu (Once a Kid)
9. Titre français inconnu (May the Best Man Win)
10. Titre français inconnu (Scarlet Biretta)
11. Titre français inconnu (Ho! Ho! Hold Up!)
12. Titre français inconnu (The Ex Spots the Mark)

## Récompenses
- Emmy Award 1991 : Meilleur acteur dans une série dramatique pour James Earl Jones
- Emmy Award 1991 : Meilleure actrice dans un second rôle pour Madge Sinclair
- Emmy Award 1991 : Meilleur acteur invité dans une série dramatique pour David Opatoshu